# 61 км (зупинний пункт, Придніпровська залізниця)
61 кілометр — пасажирська зупинна залізнична платформа Криворізької дирекції Придніпровської залізниці.
Розташована на західній околиці Кривого Рогу, Дніпропетровська область, поблизу мікрорайону Макулан на лінії Рядова — Мусіївка між станціями Карачуни (10 км) та Мусіївка (2 км).
Заснована 1973 р. Через те, що залізнична лінія дублююча, допоміжна та використовується у промислових цілях, на цій ділянці не курсують електропоїзди.